# Лазар Ђукић
Лазар Ђукић (Врбљани, код Кључа, 25. март 1896 — Терезин, 19. март 1917) био је српски родољуб и члан Младе Босне који је учествовао у припреми Сарајевског атентата.

## Биографија
Похађао је Учитељску школу у Сарајеву. Истицао се радом у ђачким омладинским клубовима. Заједно са ђаком Трговачке академије Пером Ђенером из Дубровника, састао се у Сарајеву у јесен 1913. са Иваном Ендлихером, студентом из Љубљане, и договорили се о оснивању организација "Српскохрватске националистичке омладине" по свим средњим школама у Сарајеву, а онда и по другим местима у Босни и Херцеговини. Ова организација темељена је на принципима организације "Народно уједињење" из Београда. Сазван је састанак напредњачке омладине у кафани Буку, где је изабран одбор  и донесена одлука да се у свим школама оснују организације. У програму је истакнуто да организација тежи да се револуционарним путем спроведе уједињење у јединствену државу изван Аустро-угарске монархије. На свим средњим школама основане су тајне ђачке организације. У прољеће 1914. основан је централни одбор у Сарајеву. У одбор су изабрани: Виктор Рубчић, Марко Перин, Ђуро Бањац, Максим Протић, Мирко Кус, Хамдија и Садулак Никшић, Милан Прица и Лазар Ђукић. У мају 1914. одржана је у Гају изнад Хрида код Сарајева скупштина, на којој је решено да се сви истомишљеници са појединих школа здруже у једну групу, па је у нови одбор ушао као председник Милан Прица, подпредседник Иван Крањчевић, тајник Садија Никшић, као чланови одбора Марко Перин и Лазар Ђукић.
Ђукић је продужнице "Српскохрватске националистичке омладине" формирао и у Тузли, Великој реалки у Бањојлуци и у Трговачкој школи у Требињу. На Великоиздајничком процесу у Травники, на суђењу такозваној "Ђукићевој групи" нашао се и Мехмед Звоно, ђак препарандије у Сарајеву који се декларисао као Србин радикал. Отужен је јер је у школи на својој клупи написао "Живила република" и "Живио Л. Ђукић". Ђукић је имао нарочит утицај на требињску средњошколску омладину, а преко Бранка Кебељића и Николе Форкапића. Па тако Кабељић пишући својим Требињцима каже: „Ако вам је мило да брзо тамо дође наш вођа, обећајте ми да ћете га добро примити. Он ће доћи. Тај је вама из мојих карата добро познати Ђукић“.
Припадао је млађој генерацији југословенски оријентисаних младобосанаца. Земаљска влада БиХ, у својим повјерљивим извјештајима за 1914, наводи да је Ђукић "најзагриженији агитатор и одличан говорник [...] Српско-хрватске националистичке омладине". У припремама атентата на Франца Фердинанда повезао је Данила Илића са Васом Чубриловићем и Цвјетком Поповићем. Ухапшен је и затворен јула 1914. године. На суђењу је рекао да је национализам "јединство Срба и Хрвата" на културном пољу, а културно поље је идеја да "Срби, Хрвати и Словенци буду један народ". Због учествовања у припреми атентата, осуђен је на десет година робије. Тамновао је у Зеници и у Терезину, гдје је премјештен почетком марта 1915. године. Наредне године пребачен је у душевну болницу у Терезину, гдје је и умро. Спаљен је у крематоријуму, па је једини осуђеник Сарајевског атентата чији посмртни остаци нису враћени у отаџбину. Средњошколски центар у Рибнику носи његово име.